# Трафальгар-сквер

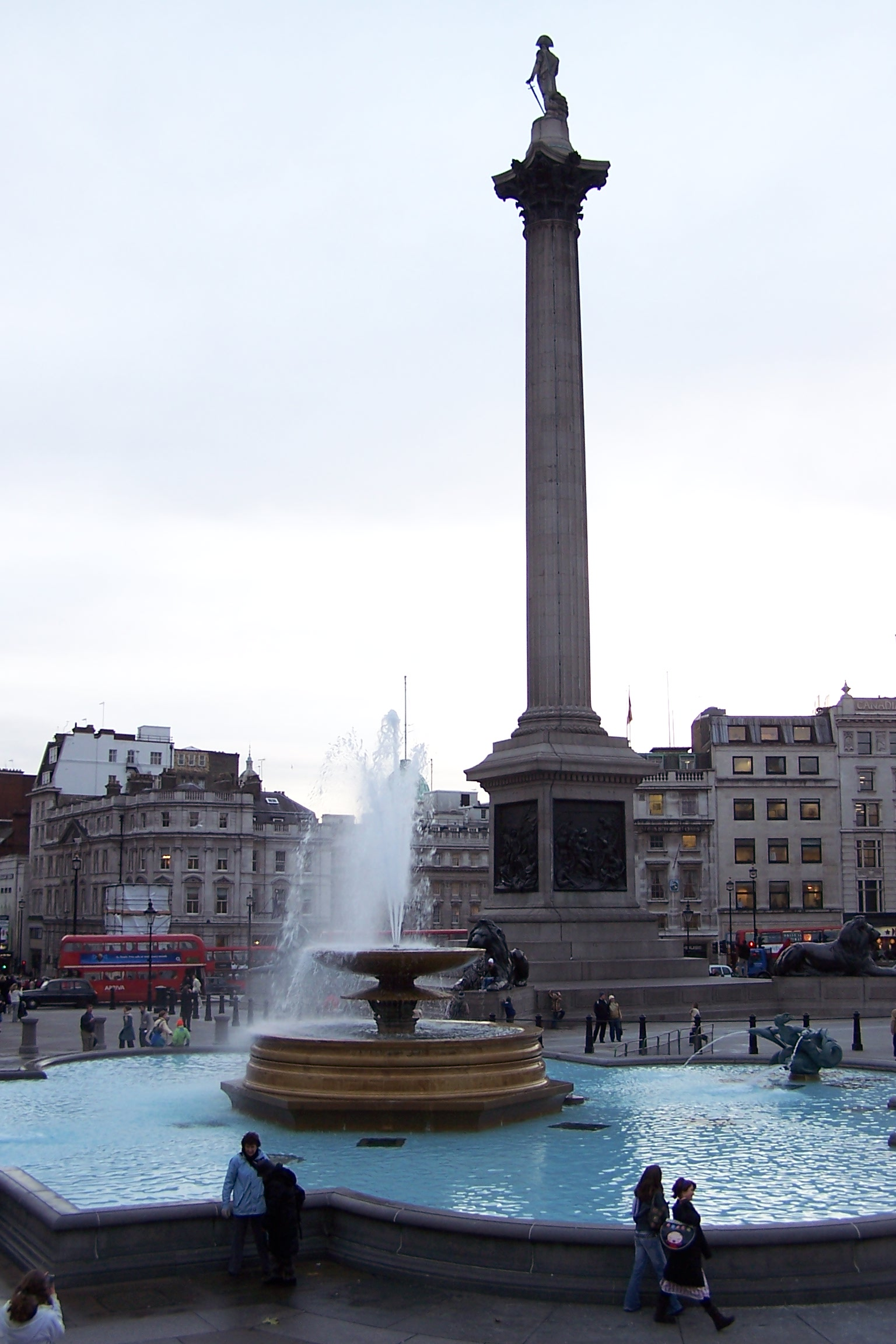
Колона Нельсона

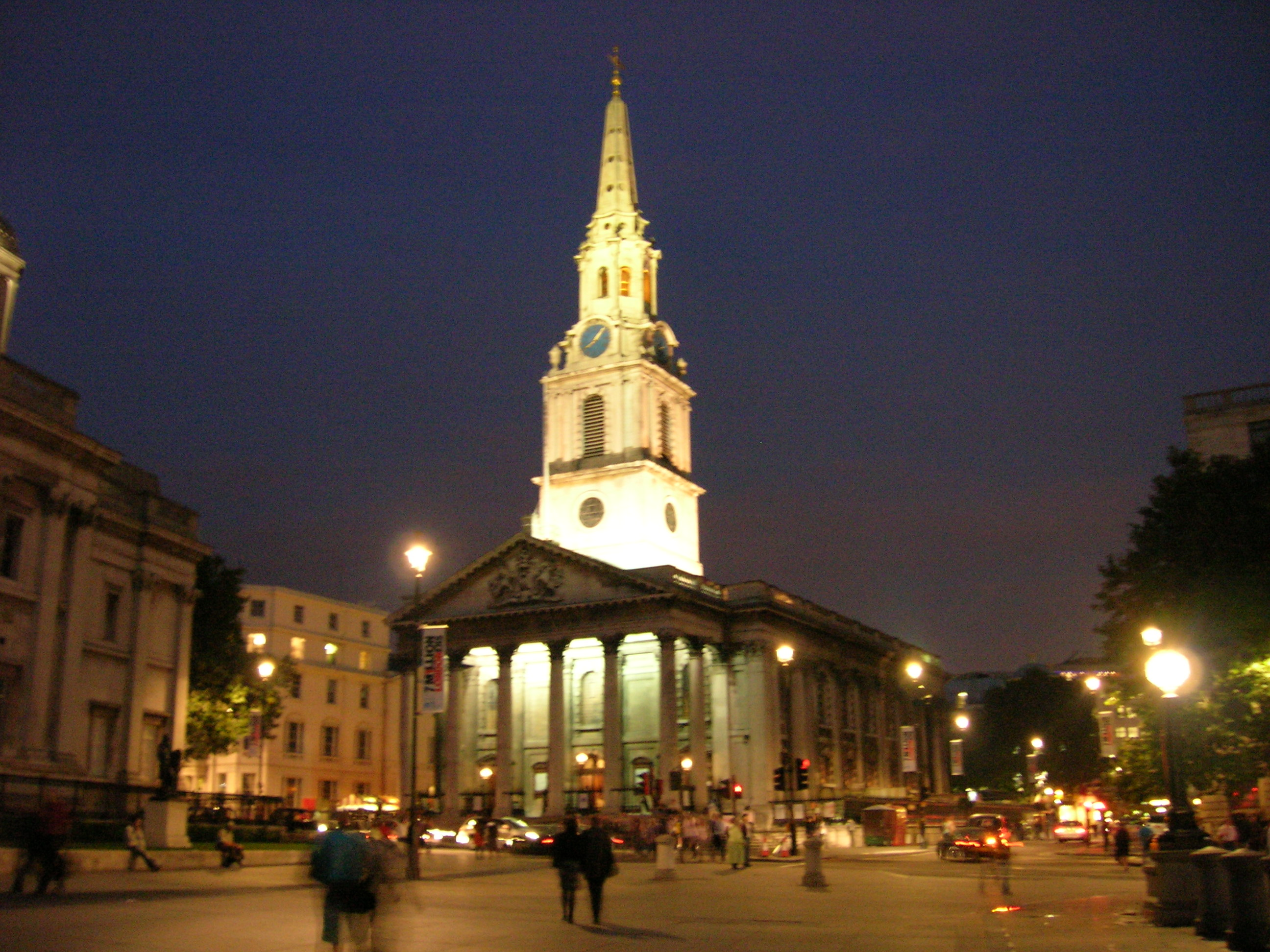
Церква св. Мартина вночі

Трафальга́р-сквер (англ. Trafalgar Square) — площа у Вестмінстер-сіті, Центральний Лондон, де на Чарінг-кросс є перехрестя трьох провідних вулиць Вестмінстера — Стренд, Вайтголл і Мелл. Створена на початку ХІХ століття навколо району, який раніше називався Чарінг-кросс. Площу найменували на честь перемоги Королівського флоту у Трафальгарській битві, яка відбулася 21 жовтня 1805 року біля узбережжя мису Трафальгар.

## Географія
Трафальгарська площа перебуває в власності королеви і управляється адміністрацією Великого Лондона, тоді як Адміністрація Вестмінстера володіє дорогами навколо площі, включаючи пішохідну зону Північної тераси. Площа має велику центральну територію з проїжджими частинами з трьох боків та терасою на півночі перед Національною галереєю. Дороги навколо площі є складовими дороги А4, що прокладена на захід від Лондонського Сіті.. Спочатку площа була обмежена дорогами з усіх чотирьох сторін, транспорт рухався в обох напрямках навколо площі, поки 26 квітня 1926 року не було введено односторонній рух за годинниковою стрілкою. Роботи, завершені в 2003 році, зменшили ширину доріг і закрили північну сторону для руху.
Колона Нельсона знаходиться в центрі площі, оточена фонтанами, які спроєктував сер Едвін Лаченс в 1937—1939, та чотирма монументальними бронзовими левами, які виліпив сер Едвін Генрі Лендсір. У верхній частині колони знаходиться статуя Гораціо Нельсона, який командував британським флотом у Трафальгарській битві.
Площа оточена Національною галереєю з півночі та Сент-Мартін-ін-зе-Філдс зі сходу. Також зі сходу знаходиться амбасада Південної Африки, а навпроти неї через площу — Канада-хаус. На південному заході знаходиться починаються вулиця Мелл, яка веде до Букінгемського палацу через Адміралтейську арку, тоді як Вайтголл — на південь, а Стренд — на схід. Чарінг-кросс-роуд проходить між Національною галереєю та церквою.
Станція метро Чарінг-кросс Лондонського метро, обслуговує лінії Північна та Бейкерлоо має вихід на площу. Інші станції метро поблизу — Ембанкмент, обслуговує лінії Північна, Бейкерлоо, Дистрикт та Кільцева та Лестер-сквер обслуговує лінії Північну та Пікаділлі.
Лондонські автобусні маршрути що прямують через площу: 3, 6, 9, 11, 12, 13, 15, 23, 24, 29, 53, 87, 88, 91, 139, 159, 176, 453
Точка на Трафальгарській площі вважається офіційним центром Лондона в законодавстві та при вимірюванні відстані від столиці.

## Історія
Площа з'явилася на початку XIX століття. До того на її місці знаходилися королівські стайні, після знесення яких утворився пустир. Архітектор Джон Неш запропонував перетворити його в площу, де можна було б проводити збори і влаштовувати міські свята. Його план схвалили, і вже після смерті Неша площа була утворена. Завершенням будівельних робіт керував архітектор Чарльз Беррі..
За проєктом Чарльза Беррі в 1840—1845 роках були споруджені у північній частині площі тераса з уступами в обидві сторони, похилі стіни зі східного та західного боків, два басейни і фонтани. Згідно із задумом Беррі, по кутах площі були встановлені чотири п'єдестали для пам'ятників славним британцям.

## Архітектура
У центрі площі височіє колона Нельсона з темно-сірого граніту, увінчана статуєю адмірала Нельсона. Квадратний в плані п'єдестал прикрашений чотирма відлитими з трофейних французьких (наполеонівських) гармат панелями, на яких зображені чотири знамениті перемоги Нельсона. Колона встановлена в 1840—1843 роках, оточена скульптурами левів і фонтанами.
В 2006 році Трафальгарську колону відреставрували. Роботи виконала компанія David Ball Restoration Ltd. of South London. Суму в £ 420 тисяч виділила компанія Zurich Insurance Group. Перед реставрацією було проведено лазерне обстеження, яке показало, що висота споруди становить 51,5 метра (відлік від першої сходинки до капелюха на статуї адмірала), а не 56 метрів, як вважалося раніше.
Навколо площі розташовуються Лондонська національна галерея (арх. Вільям Вілкінс, 1838), церква Сент-Мартін-ін-зе-Філдс (арх. Джеймс Гіббс, 1721), Адміралтейська арка (арх. Астон Вебб, 1912) та декілька амбасад.

## Четвертий постамент
В 1841 році по кутах площі було споруджено чотири постаменти для пам'ятників, на трьох з них встановлені пам'ятники Георгу IV і генералам Генрі Гевлоку і Чарльзу Джеймсу Нейпіру (представнику шотландського клану Неп'єр), а четвертий довгий час був порожній.
У вересні 2005 року на порожньому четвертому постаменті у північно-західній частині площі була представлена скульптура Марка Квінна, яка зображала вагітну художницю-інваліда Елісон Лаппер, яка народилася без рук; ця робота відома, зокрема, як «Трафальгарська Венера». 7 листопада 2007 року статую змінила інсталяція з різнокольорового скла «Модель готелю» німецького скульптора і архітектора Томаса Шютте.
З 6 липня по 14 жовтня 2009 року (протягом 100 діб) на четвертому постаменті проводилася акція скульптора Ентоні Гормлі під назвою «Один та інший», під час якої на п'єдесталі що години, змінюючи один одного, стояли 2400 звичайних британців.
24 травня 2010 року на четвертий постамент поставили величезну плексигласову пляшку з макетом (в масштабі 1:30) флагмана адмірала Нельсона «Victory», на борту якого знаменитий флотоводець отримав смертельне поранення під час Трафальгарської битви. При цьому вітрила моделі лінкора XVIII століття рясніли яскравими візерунками, будучи виготовлені з африканських тканин. Автор проєкту — британський художник нігерійського походження Їнка Шонібаре.

## Голуби
Особливою пам'яткою Трафальгарської площі до недавнього часу були голуби. Одночасно на площі могло перебувати до 35 тисяч птахів. Туристи завжди охоче підгодовували їх, купуючи насіння у працюючих на площі торговців. 2000 року мер Лондона Кен Лівінгстон заборонив продаж на площі корму для голубів, прибравши звідти продавця цього товару разом з його кіоском. Мотивом для такого рішення стало те, що міська адміністрація щорічно витрачає до 160 000 доларів США на прибирання пташиного посліду з вулиць і пам'ятників міста; крім того, така концентрація птахів може бути небезпечна для здоров'я жителів Лондона. Ці заходи дали очікуваний результат, і 10 вересня 2007 року годування голубів на площі також заборонено. На кінець 2010-х птахів на площі майже не залишилося.

## Пам'ятні події
Трафальгарська площа — традиційне місце мітингів, демонстрацій, а також проведення масових свят — наприклад, китайського нового року. 8 травня 1945 Черчилль оголосив перед присутніми на площі лондонцями про перемогу у Другій світовій війні. Щорічно на площі встановлюється головна ялинка країни, що привозять з Норвегії.

## У літературі та мистецтві
У романі-антиутопії Джорджа Орвелла «1984» площа називається «Площею Перемоги». Відповідно скульптура на Колоні Нельсона зображує Великого Брата. Пісня 1902 року «I live In Trafalgar Square», написана К. С. Мерфі, була популярна в мюзик-холах початку століття. Площа зображена на ранній картині Джорджа Клаузена «Квіткарка на Трафальгарській площі» (1879). У романі Гілберта Адера «Закрита книга» (1999) опис Трафальгарської площі є частиною сюжету.